# 1605 en santé et médecine
| Années de la santé et de la médecine : 1602 - 1603 - 1604 - 1605 - 1606 - 1607 - 1608    |
| Décennies de la santé et de la médecine : 1570 - 1580 - 1590 - 1600 - 1610 - 1620 - 1630 |

Cet article présente les faits marquants de l'année 1605 en santé et médecine.

## Divers
- Mai : Trois médecins, Rodolfo Silvestri († 1609), Vincenzo Balducci et Pier Simone Fausti, assistent au conclave qui élit le pape Paul V[1].
- Le bâton d'Asclépios figure dans le sceau de l'université de Montpellier[2].

## Publications
- Jean Riolan le Jeune (1580-1657), professeur royal d'anatomie et de botanique, publie une dissertation philosophique sur les sœurs siamoises nées à Paris la même année (De monstro nato Lutetiae anno Domini 1605[3]).

## Naissances
- 19 octobre : Thomas Browne (mort en 1682), médecin et écrivain anglais[4].
- Andreas Cassius (mort en 1673), médecin et chimiste allemand[5].

## Décès
- Adolphe Occon (né en 1524), helléniste et médecin, né et établi à Augsbourg, inspecteur des apothicaireries et vicaire du doyen du collège des médecins de cette ville, fils d'Adolphe Occon (1494-1572) et neveu d'Adolphe Occon (1447-1503), l'un et l'autre également médecins[6].
- Michel Marescot[7] (né en 1539), Premier médecin[8] du roi Henri IV.
- Pierre Pena (né vers 1530), médecin du roi Henri III, auteur en 1570, avec Mathias de l'Obel, (1538-1616) d'un recueil d'observations sur les plantes (Stirpium adversaria nova[9]) « qui fait date dans l'histoire de la botanique[10] ».
- Jean Riolan l'Ancien (né en 1539), médecin français[11].